# Громадянська платформа (партія, Росія)
«Громадянська платформа» (рос. Гражда́нская Платфо́рма) — російська ліберально-консервативна політична партія, створена 4 червня 2012 року російським діячем Михайлом Прохоровим, одним із найбагатших бізнесменів Росії.
Партія була утворена з 500 членів, мінімальна кількість, яка вимагається законодавством для реєстрації партії в РФ.
З 2016 року, після виходу з партії її засновника Михайла Прохорова та невдалих парламентських виборів (2016) та виборів (2021), сайт партії обмежився публікацією депутатської діяльності голови партії та депутата державної думи Рифата Шайхутдінова, обраного за одномандатним Нефтекамським виборчим округом №6 Республіки Башкортостан

## Мета
За словами Прохорова: "Громадянська платформа" зацікавлена брати участь у муніципальних виборах у містах з населенням 500 000 і більше. У Росії є 14 мегаполісів та 23 міста, де населення перевищує півмільйона людей. Це там, де живуть найпідприємливіші люди, ті, що складають каркас Росії ".
За його словами, партія підтримуватиме еволюційний розвиток країни.

## Історія
Михайло Прохоров почав брати участь у російській політиці в травні 2011 року, коли оголосив, що приєднається до керівництва російської про-бізнесової політичної партії "Права справа". У червні Прохоров був обраний у керівництвом партії на з'їзді партії "Права причина" в 2011 році. Однак у вересні Прохоров змінив курс і пішов у відставку з "Правої справи", засудивши її як "маріонеткову кремлівську партію", керовану Владиславом Сурковим ".
У грудні 2011 року, після парламентських виборів, Прохоров оголосив, що піде на виборах президента 2012 року проти Володимира Путіна як незалежний кандидат. У березні 2012 року на президентських виборах Прохоров набрав 7,94 % голосів, і пообіцяв створити нову партію. На своєму офіційному вебсайті він запросив своїх прихильників взяти участь у виборі назви для нової партії. У червні 2012 року Прохоров оголосив, що нова партія буде називатись «Громадянська платформа».
У лютому 2015 року учасники Громадянської платформи взяли участь у (пропутінських) «антимайданських» демонстраціях у Москві, що спонукало Прохорова вийти з партії.
11 грудня 2017 року лідер Громадянської платформи Ріфат Шейхутдінов також заявив, що його партія підтримає нинішнього президента Володимира Путіна на президентських виборах у 2018 році.

## Створення нової партії
У березні 2012 року Михайло Прохоров оголосив про створення нової політичної партії та закликав прихильників запропонувати варіанти її назви
4 червня він оголосив про створення партії під назвою «Громадянська платформа». Вона позиціонувалася партією нового типу: без ідеології, лідера, традиційної структури управління, а також з обмеженою чисельністю.

## Діяльність партії при Прохорові
Партія під керівництвом Михайла Прохорова за підсумками виборів 2013 та 2014 років посіла 1-е місце серед непарламентських партій. Інтереси виборців представлені у законодавчих органах влади та місцевого самоврядування у 8 регіонах, та загальна кількість обраних представників «Громадянської платформи» в органах влади та місцевого самоврядування — 50 депутатів. Колишнього представника «Громадянської платформи» Євгена Ройзмана було обрано мером Єкатеринбурга. Також за підтримки партії були обрані голови Тольятті та Ярославля. За підсумками виборів до Державної Думи у 2016 році член партії став депутатом від одномандатного округу.